# NGC 4241
NGC 4241 is een balkspiraalstelsel in het sterrenbeeld Maagd. Het hemelobject werd op 28 december 1785 ontdekt door de Duits-Britse astronoom William Herschel.

## Synoniemen
- IC 3115
- UGC 7333
- MCG 1-31-40
- ZWG 41.69
- VV 431
- VCC 267
- PGC 39483